# آرثر ماثيوز
آرثر ماثيوز (بالإنجليزية: Arthur Matthews)‏ هو رياضياتي جنوب أفريقي، ولد في 7 أبريل 1848 في توركاي في المملكة المتحدة، وتوفي في 1911 في الكاب في جنوب أفريقيا.